# Lytton (Kanada)
Lytton – miejscowość (village) w Kanadzie, w prowincji Kolumbia Brytyjska, w Kamloops Division Yale Land District, podjednostka podziału statystycznego, położona u zbiegu rzek Fraser i Thompson River, na północny wschód od Vancouver. Według spisu powszechnego z 2016 obszar village to: 6,73 km², a zamieszkiwało wówczas ten obszar 249 osób (gęstość zaludnienia: 37 os./km²).

## Historia
Pierwsze ślady zasiedlenia terenów dzisiejszego Lytton przez tubylcze ludy Kanady odnotowano ok. 10 tysięcy lat temu. Miejscowość została nazwana w 1858 na cześć Edwarda Bulwera-Lyttona przez gubernatora Jamesa Douglasa, w 1945 uzyskała status village.

### Pożar i zniszczenie miejscowości
Ponadnormatywne upały, jakie nawiedziły Kolumbię Brytyjską na przełomie czerwca i lipca 2021 roku, doprowadziły do wystąpienia dynamicznie rozwijających się pożarów okalających miejscowość lasów, które objęły także Lytton. W wyniku szybko rozprzestrzeniającego się ognia trawiącego miejskie zabudowania, wieczorem 30 czerwca 2021 zarządzono natychmiastową ewakuację wszystkich mieszkańców, a równocześnie domy opuścić musiało ponad 750 mieszkańców innych okolicznych zabudowań. 
W wyniku pożaru spłonęła doszczętnie większość miejscowości - ok. 90% zabudowań, w tym dobytki pośpiesznie opuszczających domy mieszkańców. Ogień zniszczył wieże przekaźnikowe telefonii komórkowej, utrudniając kontakt pomiędzy uciekinierami. Większość mieszkańców znalazła schronienie w położonej na północ od miasta sąsiedniej miejscowości Lillooet, gdzie zorganizowano centrum ewakuacyjne i schronienie, oferując żywność, odzież i kosmetyki.

## Klimat
W miejscowości panuje klimat kontynentalny wykazujący także cechy klimatu śródziemnomorskiego, z ciepłymi latami i chłodnymi zimami. Tutejsze warunki geologiczne i klimatyczne sprzyjają biciu rekordów temperatury w skali całej Kanady, które notowano kolejno w 1937, 1941, 2004 i 2021 roku.

### Fala upałów w 2021
Podczas katastrofalnej fali upałów, która na przełomie czerwca i lipca 2021 roku nawiedziła środkowo-zachodnie wybrzeże Ameryki Północnej, miejscowość Lytton zwróciła uwagę w skali globalnej z powodu ekstremalnych rekordów temperatury odnotowanych trzy dni z rzędu.
W niedzielę 27 czerwca lokalna stacja meteorologiczna opublikowała wartość pomiarową 46,6 stopni Celsjusza. Kolejnego dnia, w poniedziałek 28 czerwca, temperatura wyniosła z kolei 47,9 stopni Celsjusza, a we wtorek osiągnięto kolejną nieodnotowaną wcześniej wartość, 49,6 stopni Celsjusza. Każdy z tych trzech pomiarów był zarazem najwyższą odnotowaną temperaturą powietrza w historii pomiarów na terenie Kanady.

## Demografia
Według spisu powszechnego obszar miejscowości zamieszkiwało w 2011 228 osób, a w 2016 – 249 osób.

## Komunikacja
Przez Lytton przebiega droga transkanadyjska (Highway 1/Trans-Canada), która w miejscowości łączy się z drogą dalekobieżną Highway 12 (Lytton–Lillooet–Cache Creek).